# Abraham Zacuto
Abraham Zacuto (hebrejsko אברהם זכות, portugalsko Abraão ben Samuel Zacuto), portugalski astronom, astrolog, matematik in zgodovinar, * 1450, Salamanca, Španija, † 1510, Damask, Sirija.
Zacuto je bil kraljevi astronom in zgodovinar kralja Janeza II. Portugalskega.
Po njem se imenuje udarni krater Zagut na Luni.